# Altenwalde
Altenwalde (bas allemand Olenwoold) était une commune d'Allemagne jusqu'en 1972, date de son intégration à Cuxhaven.
Il s'agit désormais de l'un des quartiers de cette ville, qui dispose de son propre comité de localité (« Ortsrat », sorte de mairie de quartier) avec son maire de la localité.

## Jumelage
Altenwalde est jumelée avec une ville française.
| Ville jumelée | Position         | Maire      | Lien         |
| ------------- | ---------------- | ---------- | ------------ |
| Saint-Avé     | Morbihan, France | Anne GALLO | Vers la page |